# Santos Urdinarán
Santos "Vasquito" Urdinarán (30 de Março de 1900 — 14 de Julho de 1979) foi um futebolista uruguaio.

## Carreira
Atacante, atuou somente pelo Nacional, entre 1919 e 1933, conquistando os campeonatos uruguaios de 1919, 1920, 1923 e 1924. Era chamado El vasquito por causa de sua ascendência basca.
Foi um jogador completo e um dos que mais glórias conquistaram no futebol uruguaio.
Durante as 15 temporadas em que defendeu o Nacional, jogou 318 partidas e assinalou 124 vezes. Com a camisa da Celeste Olímpica foi campeão olímpico em 1924 e 1928, mundial de 1930 e sul-americano em 1923, 1924 e 1926, sempre desempenhando-se como ponteiro direito, jogando  20 vezes e assinalando 2 gols com a camisa de seu selecionado.
Seu irmão, Antonio Urdinarán, foi também um destacado futebolista, participando dos títulos sul-americanos (atual Copa América) em 1916, 1917 e 1920 como defensor e atuando ao seu lado na conquista olímpica de 1924.